# Blanche d'Orléans
Blanche Marie Amélie Caroline Louise Victoire d'Orléans (Claremont House,  28 oktober 1857  -16e arrondissement van Parijs,  4 februari 1932) was het vierde en laatste kind en de tweede dochter van Lodewijk van Orléans, hertog van Nemours en Victoria van Saksen-Coburg en een kleindochter van Lodewijk Filips I van Frankrijk, de laatste soeverein die over Frankrijk regeerde.

## Levensloop
Blanche d'Orléans werd geboren op 28 oktober 1857 in Claremont House, toen haar ouders na de februarirevolutie in ballingschap waren. Ze werd op dezelfde dag gedoopt. Haar oom en tante, Hendrik van Orléans en diens vrouw, Carolina Augusta van Bourbon-Sicilië, waren haar peetouders.  Haar moeder sterft twee weken na de geboorte van Blanche als gevolg van de bevalling.
In 1871 werd de wet in ballingschap met betrekking tot Orléans ingetrokken en verhuisden Blanche en haar familie naar Frankrijk. Ze bleef vrijgezel en woonde bij haar vader, die in 1896 overleed. Ze stierf op 4 februari 1932 in haar herenhuis aan de Avenue Kléber 9 in Parijs en werd op 9 februari begraven op de Cimetière de l'Égalité in Lourdes

## Titel
- Hare koninklijke hoogheid prinses Blanche d'Orléans

## Voorouders
| Voorouders van Blanche d'Orléans | Voorouders van Blanche d'Orléans                                                                 | Voorouders van Blanche d'Orléans                                                                 | Voorouders van Blanche d'Orléans                                                                | Voorouders van Blanche d'Orléans                                                                | Voorouders van Blanche d'Orléans                                                                            | Voorouders van Blanche d'Orléans                                                                            | Voorouders van Blanche d'Orléans                                                                            | Voorouders van Blanche d'Orléans                                                                            |
| -------------------------------- | ------------------------------------------------------------------------------------------------ | ------------------------------------------------------------------------------------------------ | ----------------------------------------------------------------------------------------------- | ----------------------------------------------------------------------------------------------- | --- | --- | --- | --- |
| Overgrootouders                  | Lodewijk Filips II van Orléans ((1747-1793) ∞ 1769 Louise Marie Adélaïde van Bourbon (1753-1821) | Lodewijk Filips II van Orléans ((1747-1793) ∞ 1769 Louise Marie Adélaïde van Bourbon (1753-1821) | Ferdinand I der Beide Siciliën (1751-1825) ∞ 1768 Maria Carolina van Oostenrijk (1752-1814)     | Ferdinand I der Beide Siciliën (1751-1825) ∞ 1768 Maria Carolina van Oostenrijk (1752-1814)     | Frans van Saksen-Coburg-Saalfeld (1750-1806) ∞ 1777 Augusta van Reuss-Ebersdorf en Lobenstein (1757-1831)   | Frans van Saksen-Coburg-Saalfeld (1750-1806) ∞ 1777 Augusta van Reuss-Ebersdorf en Lobenstein (1757-1831)   | Ferenc József prins Koháry (1767-1826) ∞ 1792 Maria Antonia von Waldstein (1771–1854)                       | Ferenc József prins Koháry (1767-1826) ∞ 1792 Maria Antonia von Waldstein (1771–1854)                       |
| Grootouders                      | Lodewijk Filips I van Frankrijk (1773-1850) ∞ 1809 Marie Amélie van Bourbon-Sicilië (1782-1866)  | Lodewijk Filips I van Frankrijk (1773-1850) ∞ 1809 Marie Amélie van Bourbon-Sicilië (1782-1866)  | Lodewijk Filips I van Frankrijk (1773-1850) ∞ 1809 Marie Amélie van Bourbon-Sicilië (1782-1866) | Lodewijk Filips I van Frankrijk (1773-1850) ∞ 1809 Marie Amélie van Bourbon-Sicilië (1782-1866) | Ferdinand George August van Saksen-Coburg-Saalfeld-Koháry (1785-1851) ∞ 1815 Antonia van Koháry (1757-1831) | Ferdinand George August van Saksen-Coburg-Saalfeld-Koháry (1785-1851) ∞ 1815 Antonia van Koháry (1757-1831) | Ferdinand George August van Saksen-Coburg-Saalfeld-Koháry (1785-1851) ∞ 1815 Antonia van Koháry (1757-1831) | Ferdinand George August van Saksen-Coburg-Saalfeld-Koháry (1785-1851) ∞ 1815 Antonia van Koháry (1757-1831) |
| Ouders                           | Lodewijk van Orléans (1814-1896) ∞ 1840 Victoria van Saksen-Coburg-Gotha-Koháry (1822-1857)      | Lodewijk van Orléans (1814-1896) ∞ 1840 Victoria van Saksen-Coburg-Gotha-Koháry (1822-1857)      | Lodewijk van Orléans (1814-1896) ∞ 1840 Victoria van Saksen-Coburg-Gotha-Koháry (1822-1857)     | Lodewijk van Orléans (1814-1896) ∞ 1840 Victoria van Saksen-Coburg-Gotha-Koháry (1822-1857)     | Lodewijk van Orléans (1814-1896) ∞ 1840 Victoria van Saksen-Coburg-Gotha-Koháry (1822-1857)                 | Lodewijk van Orléans (1814-1896) ∞ 1840 Victoria van Saksen-Coburg-Gotha-Koháry (1822-1857)                 | Lodewijk van Orléans (1814-1896) ∞ 1840 Victoria van Saksen-Coburg-Gotha-Koháry (1822-1857)                 | Lodewijk van Orléans (1814-1896) ∞ 1840 Victoria van Saksen-Coburg-Gotha-Koháry (1822-1857)                 |
| Blanche d'Orléans (1857-1933)    |                                                                                                  |                                                                                                  |                                                                                                 |                                                                                                 | | | | |